# مرکز تحقیقات بین‌المللی بیابان دانشگاه تهران

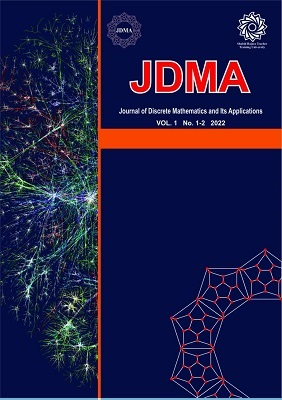
مجلهٔ بین‌المللی بیابان

مرکز تحقیقات بین‌المللی بیابان دانشگاه تهران یک مرکز پژوهشی مستقل در دانشگاه تهران، وزارت علوم، تحقیقات و فناوری است. این مرکز، در سال ۱۳۵۴، به منظور شناخت جامع مناطق کویری و بیابانی ایران از لحاظ طبیعی، انسانی، اجتماعی و مسائل مربوط به محیط زیست و نیز بالابردن سطح پژوهشی و علمی کشور، به منظور عمران مناطق کویری و بیابانی و بهبود وضع زندگی مردم این مناطق تأسیس شد.
در سال ۱۳۸۴ دانشکده‌های کشاورزی و منابع طبیعی و مرکز تحقیقات بین‌المللی همزیستی با کویر در چارچوب ساختار جدید دانشگاه تهران، پردیس کشاورزی و منابع طبیعی را به وجود آوردند.
بر اساس مصوبه شورای دانشگاه از سال ۱۳۸۵، نام این مرکز، مرکز تحقیقات بین‌المللی همزیستی با کویر خوانده شد و از سال ۱۳۸۸، به عنوان مرکز تحقیقات بین‌المللی بیابان تغییر نام داده شد و مستقلاً زیر نظر دانشگاه تهران قرار گرفت.

## بخش‌های پژوهش مرکز
این مرکز دارای ۴ گروه پژوهشی و ۱۳ بخش و یک گروه آموزشی به شرح ذیل است.
- گروه پژوهشی علوم کشاورزی و منابع طبیعی
- بخش پژوهش کشاورزی و دامپروری
- بخش پژوهش منابع طبیعی
- بخش پژوهش محیط زیست طبیعی

- گروه پژوهشی علوم زمینی
- بخش پژوهش زمین
- بخش پژوهش جغرافیا
- بخش پژوهش اقلیم

- گروه پژوهشی علوم انسانی و هنر
- بخش پژوهشی علوم اقتصادی و اجتماعی
- بخش پژوهش باستان‌شناسی
- بخش پژوهش معماری و شهرسازی
- بخش پژوهش فرهنگ و هنر
- بخش پژوهش بهداشت

- گروه پژوهشی فنی و مهندسی
- بخش پژوهش معدن
- بخش پژوهش منابع انرژی
- بخش پژوهش عمران روستایی
- آزمایشگاه سنجش از دور

## گروه آموزشی مدیریت مناطق بیابانی
این گروه آموزشی، در سال ۱۳۷۵ به وجود آمده است و در مقطع کارشناسی ارشد از طریق آزمون سراسری دانشجو می‌پذیرد.
- رشته همزیستی با بیابان نیز از سال ۱۳۸۸ دانشجو می‌پذیرد.

## برنامه جامع مرکز
- شناخت جامع مناطق کویری و بیابانی ایران از لحاظ طبیعی، انسانی، اجتماعی و زیست‌محیطی
- اعتلای سطح پژوهش علمی در این زمینه به منظور عمران توسعه پایدار مناطق کویری و بیابانی و بهبود وضع زندگی مردم
- بررسی ویژگی‌ها و پتانسیل‌های مناطق بیابانی و نیمه بیابانی کشور
- بررسی عوامل مؤثر در بیابان‌زایی و تعیین معیارها و شاخص‌های بیابان‌زایی در سطح کلان کشور
- مدلینگ مناطق بحرانی بیابانی در کشور
- اولویت‌ها و راه کارهای مقابله با بیابان زایی
- بررسی و مطالعه منابع آبی سطحی و زیرزمینی
- شناسایی ارقام گیاهی سازگار یا مقاوم به شرایط بیابانی
- بررسی شرایط و روند خشکسالی در کشور
- بررسی قابلیت‌ها و پتانسیل‌های اکوتوریسم در مناطق بیابانی
- بررسی ویژگی‌های اکولوژیکی و اکوفیزیولوژیکی گیاهان بومی مناطق بیابانی
- بررسی و شناسایی خاک‌های مناطق بیابانی و پتانسیل یابی آنها
- پتانسیل یابی مناطق مستعد کاربرد انرژی‌های نو[۲][۳]

## دستاوردها
اعضای هیئت علمی این مرکز تاکنون ۲۱۶ طرح تحقیقاتی را به انجام رسانیده‌اند که نتایج کار خود را در ۱۲۸ مقاله، در مجله‌های علمی – پژوهشی داخلی و ۸۸ سمینار ملی و بین‌المللی ارائه کرده‌اند. بعلاوه، ایستگاه‌های پژوهشی وابسته نظیر کاشان، سمنان، بیرجند و کرمان نیز به فعالیت‌های تحقیقاتی مشغول هستند. این مرکز تاکنون ۱۵ شماره‍ مجله دو فصلنامه علمی – پژوهشی بیابان را منتشر ساخته است. مجله بین‌المللی DESERT، در راستای رسالت خطیر مرکز تحقیقات بین‌المللی بیابان - دانشگاه تهران نسبت به ارتقاء و انتشار یافته‌های علمی کلیدی و همین‌طور تولید علم از سال ۱۳۷۵ اقدام به انتشار اولین و تخصصی‌ترین مجله علمی- پژوهشی در زمینه‌های مرتبط با بیابان نموده است. تعداد کل مجلات ۲۶ جلد و مقالات چاپ شده تا کنون ۲۴۴ مورد است. در حال حاضر این مجله به زبان انگلیسی منتشر می‌شود و به صورت دوفصلنامه، مقالات تحقیقی در زمینه‌های بیابان، منابع‌طبیعی، کشاورزی، آب، خاک، زمین‌شناسی، علوم گیاهی، سیستم‌های اطلاعات جغرافیایی، سنجش از راه دور، اکولوژی، کشاورزی، اقلیم شناسی، معماری مناطق بیابانی و دانش‌های وابسته به مناطق خشک و نیمه‌خشک منتشر می‌شود.
- مرکز تحقیقات بیابان دانشگاه تهران با برگزاری تورهای طبیعت‌گردی جامعه را با این رشته‌ها آشنا می‌کند.